# Diecéze Ambato
Diecéze Ambato je římskokatolická diecéze v Ekvádoru.

## Území
Zahrnuje území provincie Tungurahua.
Biskupským sídlem je město Ambato, kde se nachází hlavní chrám, katedrála Nuestra Señora de la Elevación.

## Historie
Diecéze byla zřízena 28. února 1948 bulou Quae ad maius papeže Pia XII. z části území arcidiecéze Quito.

## Seznam biskupů
- Bernardino Echeverría Ruiz, O.F.M. (1949–1969)
- Vicente Rodrigo Cisneros Durán (1969–2000)
- Germán Trajano Pavón Puente (2001–2015)
- Jorge Giovanny Pazmiño Abril, O.P. (od 2015)